# アンナ・ツィレイスカ
アンナ・ツィレイスカ（ポーランド語：Anna Cylejska, 1381年 - 1416年5月21日）は、リトアニア大公を兼ねたポーランド王ヴワディスワフ2世ヨガイラの2番目の妃。スロヴェニア語名はアナ・ツェリスカ（Ana Celjska）。

## 生涯
スロヴェニアのツェリェ伯ヴィルヘルムと、ポーランド王カジミェシュ3世の娘アンナとの間に生まれた。同族の従妹に神聖ローマ皇帝ジギスムントの2番目の妃バルバラがいる。
1399年、ヴワディスワフ2世の最初の妃で、アンナの又従姉にあたるヤドヴィガ女王が急死すると、ヴワディスワフ2世はポーランド王国の相続権を持つ女性との結婚に迫られた。すでに50歳を過ぎていた国王は1402年、16歳のアンナと再婚した。母親であるツェリェ伯夫人アンナは、生まれてくる孫のためにポーランドにおける影響力を強めようと画策した。王妃アンナは1408年に王女ヤドヴィガを出産したが、1416年に亡くなった。娘ヤドヴィガも早くに死亡したため、ピャスト朝の流れをくむ後継者をこの結婚によって得ようとしたヴワディスワフの狙いは、果たされぬまま終わった。